# Анта-Горда
Анта-Горда (порт. Anta Gorda) — муниципалитет в Бразилии, входит в штат Риу-Гранди-ду-Сул. Составная часть мезорегиона Северо-восток штата Риу-Гранди-ду-Сул. Входит в экономико-статистический микрорегион Гуапоре. Население составляет 6160 человек на 2007 год. Занимает площадь 242,963 км². Плотность населения — 25,4 чел./км².

## История
Город основан 26 декабря 1963 года.

## Статистика
- Валовой внутренний продукт на 2003 составляет 95 762 456,00 реалов (данные: Бразильский институт географии и статистики).
- Валовой внутренний продукт на душу населения на 2003 составляет 15 326,90 реалов (данные: Бразильский институт географии и статистики).
- Индекс развития человеческого потенциала на 2000 составляет 0,821 (данные: Программа развития ООН).